# Perfect (Topic e Ally Brooke)
Perfect è un singolo del DJ tedesco Topic e della cantante statunitense Ally Brooke, pubblicato il 26 gennaio 2018.

## Pubblicazione
Il 22 gennaio 2018 Brooke ha annunciato il brano attraverso il proprio profilo Twitter, affermandone nell'occasione anche la data di pubblicazione prevista per il venerdì seguente.

## Video musicale
Il videoclip del brano è stato pubblicato il 26 gennaio 2018, in concomitanza con l'uscita del singolo.

## Tracce
Testi e musiche di Matt Radosevich, Noonie Bao e Sasha Sloan.
Download digitale
1. Perfect – 3:25

Download digitale – FRDY Remix
1. Perfect (FRDY Remix) – 2:56

## Formazione
- Topic – produzione
- Ally Brooke – voce
- Matt Radosevich – co-produzione
- Lex Barkey – mastering
- Miles Walker – missaggio

## Classifiche
| Classifica (2018) | Posizione massima |
| ----------------- | ----------------- |
| Austria           | 73                |
| Germania          | 98                |